# 手荷物配送サービス
手荷物配送サービス（てにもつはいそうサービス）は観光地などの主要拠点（空港、駅、港）で受け付けた手荷物を有料にて、指定の宿泊先や別の主要拠点（空港、駅、港）に当日配送するサービス。